# Gordanitocrella trajani
Gordanitocrella trajani is een eenoogkreeftjessoort uit de familie van de Ameiridae. De wetenschappelijke naam van de soort is voor het eerst geldig gepubliceerd in 2009 door Karanovic & Hancock.